# 1. SNHL 1969/70
Die Saison 1969/70 der 1. Slovenská národná hokejová liga (kurz 1. SNHL; deutsch: 1. Slowakische Nationale Eishockeyliga) war die erste Austragung der geteilten zweiten Eishockeyspielklasse der Tschechoslowakei. Die 1. SNHL ging aus der rein slowakischen Staffel D der 2. Liga hervor, die 1963 gegründet wurde und 1969 in eine eigenständige Liga überführt wurde.
Erster Meister der Liga wurde Lokomotíva Vagónka Stavbár Poprad, das zusammen mit drei Vertretern der 1. ČNHL an der Qualifikation zur 1. Liga teilnahm. LVS Poprad verpasste den Aufstieg jedoch mit nur einem Sieg aus sechs Partien. Aufgrund einer Aufstockung der Liga zur folgenden Spielzeit gab es keinen Absteiger, sondern mit LB Zvolen, SMZ Spartak Dubnica nad Váhom, VTJ Dukla Prešov und Strojárne Martin vier Aufsteiger aus der 2. SNHL in die 1. SNHL.

## Modus
Der Spielmodus sah zwei Doppelrunden à 14 Spielen pro Mannschaft vor, d. h. je zwei Heim- und Auswärtsspiele gegen jeden anderen Teilnehmer. Die Gesamtanzahl der Spiele pro Mannschaft betrug damit in der Saison 28 Spiele. Anschließend qualifizierte sich der Tabellenerste für die 1. Liga-Qualifikation.

## Tabelle
|    | Klub                           | Sp | S  | U | N  | Torv.   | Punkte |
| -- | ------------------------------ | -- | -- | - | -- | ------- | ------ |
| 1. | LVS Poprad                     | 28 | 21 | 3 | 4  | 117:67  | 45     |
| 2. | ŠK Liptovský Mikuláš           | 28 | 16 | 4 | 8  | 104:81  | 36     |
| 3. | Dukla Trenčín                  | 28 | 13 | 2 | 13 | 121:99  | 28     |
| 4. | ZVL Žilina                     | 28 | 11 | 6 | 11 | 119:117 | 28     |
| 5. | Slovan ChZJD Bratislava B      | 28 | 12 | 3 | 13 | 111:110 | 27     |
| 6. | Spartak BEZ Bratislava         | 28 | 9  | 4 | 15 | 109:113 | 22     |
| 7. | Iskra Smrečina Banská Bystrica | 28 | 8  | 5 | 15 | 81:134  | 21     |
| 8. | VTJ Dukla Trnava               | 28 | 7  | 3 | 18 | 97:138  | 10     |

## 1. Liga-Qualifikation
LVS Poprad nahm an der Qualifikation zur 1. Liga teil, verpasste aber mit nur einem Sieg aus sechs Spielen den Aufstieg in die erste Spielklasse.

## Meisterkader von Lokomotíva Vagónka Stavbár Poprad
- Torhüter: Milan Peršala, Jozef Pospíšil
- Verteidiger: Milan Skokan, Tomáš Eštok, Milan Grofčík, Marián Kečka, Jaroslav Halahija, Pavol Majchrovič
- Angreifer: Peter Korvín, Milan Valigura, Milan Kijovský, František Jurčík, Tibor Breuer, Milan Zadražil, Pavol Alexy, Ľubomír Jakubóczi, Ján Kubašský, Július Šupler, Jozef Anderko, Viliam Alexy
- Trainerstab: Milan Grandtner, Jozef Bittner